# Gladys Cáceres
Gladys Cáceres (Santiago de Cuba; 30 de abril de 1924-Miami; 16 de mayo de 2021) fue una actriz de televisión cubanovenezolana. Se destacó en el género de las telenovelas. Comenzó en la exitosa telenovela de RCTV Sacrificio de mujer que le abrió camino para participar en numerosos dramáticos venezolanos. Entre sus últimos trabajos destaca su participación en la telenovela de Televisa El amor no tiene precio, donde interpreta a Hermosura.

## Biografía
Nacida en Santiago de Cuba, participó en el Teatro Universitario durante sus estudios de pedagogía en La Habana. Luego viajó a Venezuela invitada por una compañía de comedias y se quedó, iniciándose casi conjuntamente con la televisión de ese país para convertirse en poco tiempo en una de las más destacadas protagonistas. En el teatro ha recibido todos los elogios, reconocimientos y premios que se otorgan en el país.

## Fallecimiento
Gladys Cáceres falleció el 16 de mayo de 2021 en Miami a los noventa y siete años.

## Telenovelas
- 1972, Sacrificio de mujer (RCTV) - María Eugenia
- 1973, Raquel (RCTV) - Daysy
- 1982, La Goajirita (RCTV) - Cecilia Boscán
- 1983, Bienvenida Esperanza (RCTV) -  Teodora Mendizabal
- 1984, Leonela (RCTV) - Estela Mirabal de Ferrari
- 1984, Azucena (RCTV) - Adelaida De Itriago
- 1986, La dama de rosa (RCTV)- Mercedes Olvido Rangel
- 1989, María María (Marte Televisión) - Casanova
- 1990, Emperatriz (Marte Televisión) - Bertha
- 1991, La traidora (Marte Televisión) - Lorena
- 1992, La loba herida (Marte Televisión) - Erika
- 1993, Sirena (Marte Televisión)
- 1999, Enamorada (Fonovideo- Venevisión) - Doña Diabla , Carcelera Correccional Participación Especial.
- 2003, Amor descarado (Telemundo) - Corina
- 2004, Ángel rebelde (Venevisión) - Doña Consuelo Quiñónes "Chela"
- 2005, El amor no tiene precio (Televisa) - Hermosura
- 2008, Gabriel, amor inmortal (Megatv)